# کوه گرینوک
کوه گرینوک (به انگلیسی: Mount Greenock) یک کوه در کانادا است که در آلبرتا واقع شده‌است. کوه گرینوک ۲٬۰۷۳ متر بالاتر از سطح دریا واقع شده‌است.